# Llengües frànciques

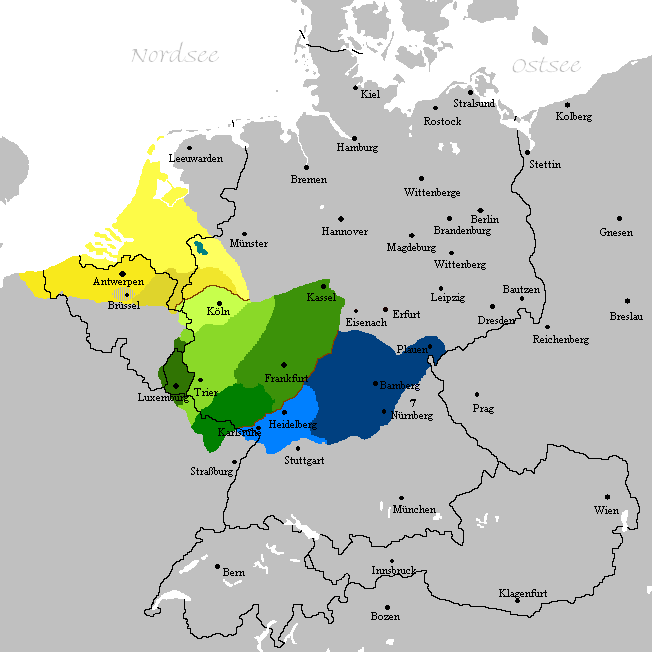
Cobertura geogràfica de les llengües frànciques

Les llengües frànciques són un conjunt de llengües i dialectes, variants de les llengües germàniques parlades pels francs en la part nord-oriental del que fou el Regne Franc. Els límits i els encavalcaments de les variants dialectals són distints segons els diversos estudiosos. Entre aquestes variants es troben:
- Fràncic mosel·là
- Fràncic luxemburguès
- Fràncic renà
- Fràncic ripuari
- Fràncic meridional